# Ghilarza
Ghilarza (sardisk: Ilàrtzi) er en by og en kommune (comune) i provinsen Oristano i regionen Sardinien i Italien. Byen ligger i 290 meters højde og har 4.481 indbyggere (2016). Kommunen har et areal på 55,46 km² og grænser til kommunerne Abbasanta, Aidomaggiore, Ardauli, Bidonì, Boroneddu, Busachi, Fordongianus, Norbello, Paulilatino, Sedilo, Soddì, Sorradile, Tadasuni og Ula Tirso.